# Pixel Piracy
Pixel Piracy est un jeu vidéo de type rogue-like développé par Quadro Delta et édité par Re-Logic, sorti en 2015 sur Windows, Mac, Linux, PlayStation 4 et Xbox One.

## Accueil
- Canard PC : 5/10[1]